# Dacnis turquesa
La dacnis turquesa (Dacnis hartlaubi) és un ocell de la família dels tràupid (Thraupidae).

## Hàbitat i distribució
Habita la selva pluvial als turons dels Andes, de Colòmbia.